# Землетрясение в Хайчэне
Землетрясение в Хайчэне с магнитудой M7.3 произошло 4 февраля 1975 года в 19:36 по местному времени в городском уезде Хайчэн, провинция Ляонин, Китай.
Большого количества жертв удалось избежать благодаря местным властям, объявившим за день до землетрясения эвакуацию. Это — единственный в истории случай успешной эвакуации перед разрушительным землетрясением. За некоторое время до этого события были замечены явления, которые могли бы расцениваться как предвестники землетрясений: сообщения (точность которых остаётся под сомнением) о странном поведении животных, крупный форшок, разрушивший несколько зданий. Именно после него власти осознали необходимость эвакуации.